# Clásica San Sebastián

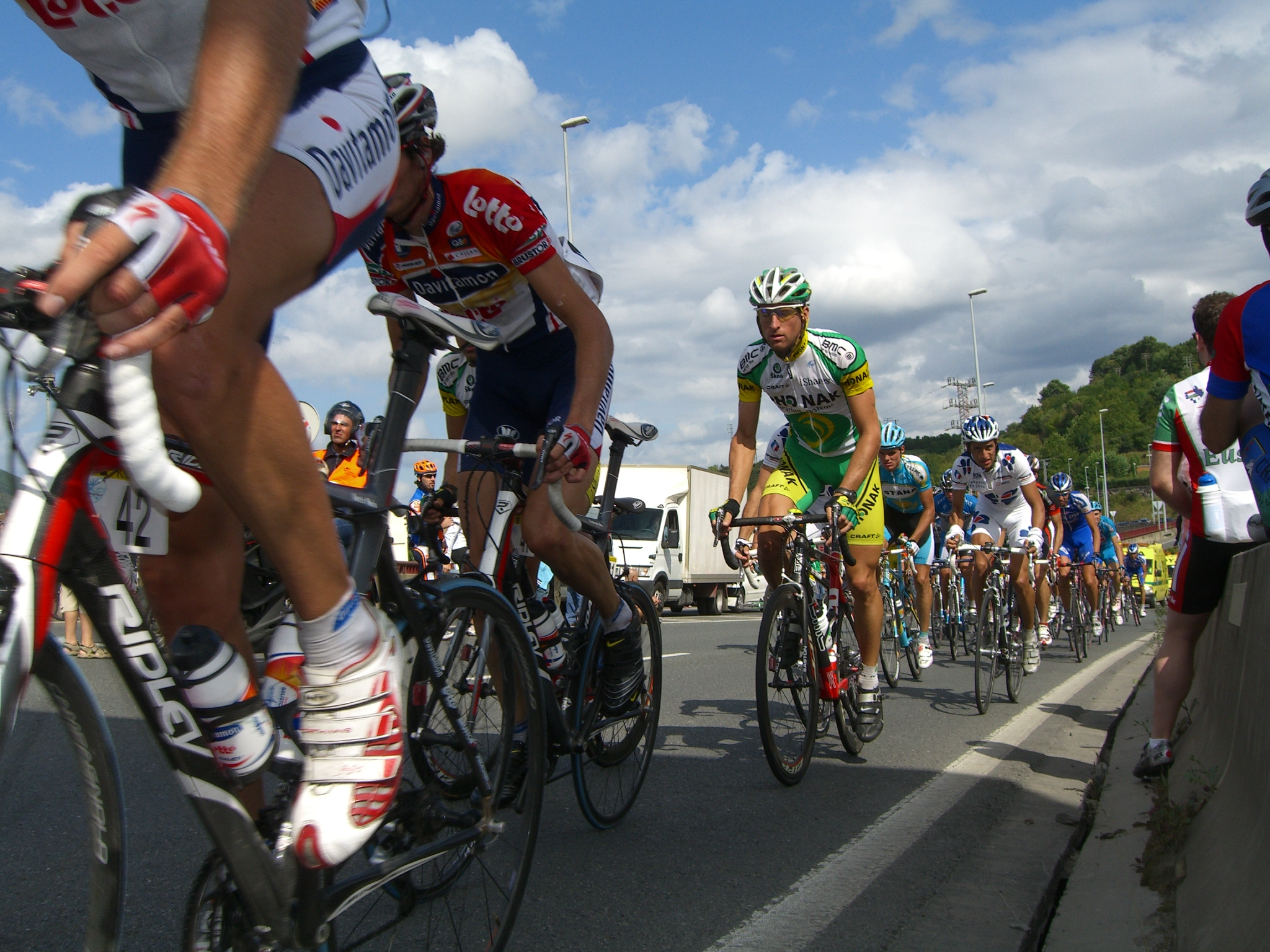
Clásica San Sebastián 2006

Die Clásica San Sebastián (spanisch für San Sebastian-Klassiker, offiziell Donostia San Sebastian Klasikoa, baskisch Donostia Klasikoa) ist ein Eintagesrennen im Straßenradsport, das seit 1981 jedes Jahr Ende Juli oder Anfang August rund um die Stadt San Sebastián im spanischen Baskenland stattfindet.
Das Rennen war während des gesamten Bestehens des Rad-Weltcups (von 1989 bis 2004) Teil der zehn Rennen umfassenden Rennserie. Nach dessen Abschaffung gehörte es seit 2005 zur neu eingeführten UCI ProTour und seit 2011 gehört das Rennen zur Nachfolgeserie UCI WorldTour. Damit ist das Rennen neben den 5  Monumenten des Radsports und dem Amstel Gold Race das einzige Ein-Tages-Rennen das seit 1989 durchgängig Teil der jeweils höchstwertigsten Rennserie ist. Veranstalter ist OCETA, der auch die Baskenland-Rundfahrt ausrichtet.
Das Rennen mit Start und Ziel in Donostia-San Sebastián führt über sehr hügeliges Gelände. In dem seit 2014 bestehenden Streckenverlauf ist es 219 Kilometer lang. Dabei sind sechs Anstiege zu überwinden, drei der Kategorie 1 und drei der Kategorie 2. Die Entscheidung fällt seitdem am letzten Berg, dem Bordako Tontorra (Kategorie 2), 7,1 Kilometer vor dem Ziel. Bis 2013 war die Entscheidung oft am Jaizkibel (Kategorie 1) gefallen, der im damaligen Streckenverlauf als vorletzter Berg etwa 30 Kilometer vor dem Ziel lag. Der Sieger des Rennens erhält als Trophäe eine für die Region typische Txapela.
Im Jahre 2019 wurde im Rahmen dieser Veranstaltung erstmals auch ein Frauenrennen ausgerichtet. Erste Siegerin war die Australierin Lucy Kennedy. 
Die Austragung des Jahres 2020 wurde aufgrund der COVID-19-Pandemie abgesagt.
Rekordsieger mit je drei ersten Plätzen ist der erste Sieger des Rennens Marino Lejerreta und der Belgier Remco Evenepoel mit je drei Siegen. Zwei Siege konnten Francesco Casagrande, Laurent Jalabert und Alejandro Valverde verbuchen.

## Palmarès
| Jahr | Sieger                         | Zweiter                | Dritter               |          |
| ---- | ------------------------------ | ---------------------- | --------------------- | -------- |
| 1981 | Marino Lejarreta               | Graham Jones           | Faustino Rupérez      |          |
| 1982 | Marino Lejarreta               | Jesús Rodríguez Magro  | Pedro Delgado         |          |
| 1983 | Claude Criquielion             | Antonio Coll           | Reimund Dietzen       |          |
| 1984 | Niki Rüttimann                 | Reimund Dietzen        | Celestino Prieto      |          |
| 1985 | Adrie van der Poel             | Iñaki Gastón           | Juan Fernández Martín |          |
| 1986 | Iñaki Gastón                   | Marino Lejarreta       | Juan Fernández Martín |          |
| 1987 | Marino Lejarreta               | Ángel Arroyo           | Federico Echave       |          |
| 1988 | Gert-Jan Theunisse             | Enrique Aja            | Steven Rooks          |          |
| 1989 | Gerhard Zadrobilek             | Francisco Antequera    | Tony Rominger         |          |
| 1990 | Miguel Indurain                | Laurent Jalabert       | Sean Kelly            |          |
| 1991 | Gianni Bugno                   | Pedro Delgado          | Maurizio Fondriest    |          |
| 1992 | Raúl Alcalá                    | Claudio Chiappucci     | Eddy Bouwmans         |          |
| 1993 | Claudio Chiappucci             | Gianni Faresin         | Alberto Volpi         |          |
| 1994 | Armand de Las Cuevas           | Lance Armstrong        | Stefano Della Santa   |          |
| 1995 | Lance Armstrong                | Stefano Della Santa    | Johan Museeuw         |          |
| 1996 | Udo Bölts                      | Stefano Cattai         | Massimo Podenzana     |          |
| 1997 | Davide Rebellin                | Oleksandr Hontschenkow | Stefano Colage        |          |
| 1998 | Francesco Casagrande           | Axel Merckx            | Leonardo Piepoli      |          |
| 1999 | Francesco Casagrande           | Rik Verbrugghe         | Giuliano Figueras     |          |
| 2000 | Erik Dekker                    | Andreï Tchmil          | Romāns Vainšteins     |          |
| 2001 | Laurent Jalabert               | Francesco Casagrande   | Davide Rebellin       |          |
| 2002 | Laurent Jalabert               | Igor Astarloa          | Gabriele Missaglia    |          |
| 2003 | Paolo Bettini                  | Ivan Basso             | Danilo Di Luca        |          |
| 2004 | Miguel Ángel Martín Perdiguero | Paolo Bettini          | Davide Rebellin       |          |
| 2005 | Constantino Zaballa            | Joaquim Rodríguez      | Eddy Mazzoleni        |          |
| 2006 | Xavier Florencio               | Stefano Garzelli       | Andrei Kaschetschkin  |          |
| 2007 | Leonardo Bertagnolli           | Juan Manuel Gárate     | Alejandro Valverde    |          |
| 2008 | Alejandro Valverde             | Alexander Kolobnew     | Davide Rebellin       |          |
| 2009 | Roman Kreuziger                | Mickaël Delage         | Peter Velits          |          |
| 2010 | Luis León Sánchez              | Alexander Winokurow    | Carlos Sastre         |          |
| 2011 | Philippe Gilbert               | Carlos Barredo         | Greg Van Avermaet     |          |
| 2012 | Luis León Sánchez              | Simon Gerrans          | Gianni Meersman       |          |
| 2013 | Tony Gallopin                  | Alejandro Valverde     | Roman Kreuziger       |          |
| 2014 | Alejandro Valverde             | Bauke Mollema          | Joaquim Rodríguez     |          |
| 2015 | Adam Yates                     | Philippe Gilbert       | Alejandro Valverde    |          |
| 2016 | Bauke Mollema                  | Tony Gallopin          | Alejandro Valverde    |          |
| 2017 | Michał Kwiatkowski             | Tony Gallopin          | Bauke Mollema         |          |
| 2018 | Julian Alaphilippe             | Bauke Mollema          | Anthony Roux          |          |
| 2019 | Remco Evenepoel                | Greg Van Avermaet      | Marc Hirschi          |          |
| 2020 | abgesagt                       | abgesagt               | abgesagt              | abgesagt |
| 2021 | Neilson Powless                | Matej Mohorič          | Mikkel Frølich Honoré |          |
| 2022 | Remco Evenepoel                | Pavel Sivakov          | Tiesj Benoot          |          |
| 2023 | Remco Evenepoel                | Pello Bilbao           | Alexander Wlassow     |          |
| 2024 | Marc Hirschi                   | Julian Alaphilippe     | Lennert Van Eetvelt   |          |